# Agreda Dirr
Maria Agreda Dirr, OSF, (* 14. Februar 1880 in Oberbechingen, Schwaben, als Kreszenz Dirr; † 24. April 1949 in Dillingen an der Donau) war eine Taubstummenpädagogin.

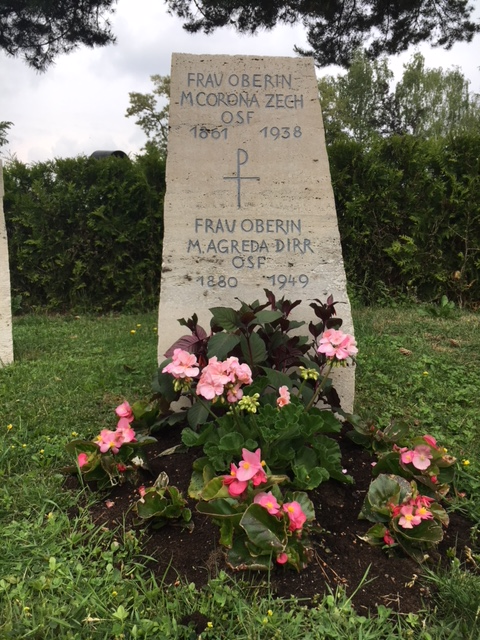
Grab von Sr. Agreda Dirr auf dem Städt. Friedhof in Dillingen

## Leben und Wirken
Ihre Eltern betrieben eine kleine Landwirtschaft, die kaum die kinderreiche Familie ernähren konnte. Nach dem Besuch der „ungeteilten Dorfschule“ trat Kreszenz Dirr mit 14 Jahren in den Orden der Dillinger Franziskanerinnen ein. Die Verantwortlichen des Frauenklosters erkannten ihre Begabung und ließen die junge Klosterkandidatin zur Lehrerin ausbilden. Nach erfolgreich bestandenem Examen im Jahr 1899 ging sie nach Frankfurt am Main, um sich in der Gehörlosenpädagogik fortzubilden. Anschließend unterrichtete sie an der Taubstummenschule der „Regens-Wagnerischen-Wohltätigkeitsanstalten“ in Dillingen an der Donau. 1902 legte sie die heilige Profess ab und nahm den Namen Maria Agreda (nach der spanischen Äbtissin María von Ágreda) an.
Sr. Maria Agreda Dirr setzte sich insbesondere für gehörlose Kinder im Vorschulalter ein. Demzufolge errichtete sie 1921 in Dillingen einen „Heilpädagogischen Kindergarten“ für taubstumme Kinder. Damals gab es nur drei solcher Einrichtungen in ganz Deutschland. Eine vierte wurde bald auf Anregung von Sr. Maria Agreda Dirr in der zu den „Regens-Wagnerischen-Wohltätigkeitsanstalten“ gehörenden Taubstummenanstalt in Zell bei Hilpoltstein ins Leben gerufen. Über die Notwendigkeit und Wichtigkeit solch eines Kindergartens für taubstumme Kinder vor dem 6. Lebensjahr schrieb die Klosterfrau:

„Taub und stumm! Taub, das bedeuitet ein verschlosenes Tor zu einem Heiligtum, zum Heiligtum der Sprache. Stumm, das bedeutet einen Brunnen mit köstlichem Wasser, der verschüttet ist. Taubstumm bedeutet ein doppeltes Herzleid zu gleicher Zeit… Schon das kleine taubstumme Kind erfährt manches Unrecht. Wie oft verstehen die Eltern nicht, ihr taubstummes Kind richtig zu behandeln. Wie oft muß es sogar noch Spott von seiner Umgebung erfahren! Ist es da ein Wunder, wenn sich des kleinen Kindes Herz verschließt und sich abwendet? Darum bedarf es für diese armen Wesen einer Einrichtung, die ihnen mehr Freundlichkeit, Mitgefühl und Geduld schenkt. Der Kindergarten für Taubstumme ist deshalb wichtig, weil er für die Umgebung des Kindes und seiner Eltern Vorbild ist: Vorbild in der Erziehung des kleinen taubstummen Kindes. Das lebendige Vorbild wird sich befruchtend auf die Eltern und die Umgebung des Kindes auswirken.“

1935 wurde Sr. Maria Agreda Dirr zur Oberin ihres Ordens bestellt. Damit verbunden war die Zugehörigkeit zum Verwaltungsrat der „Regens-Wagnerischen Wohltätigkeitsanstalten“. Daneben war sie Mitglied des Generalrates der Dillinger Franziskanerinnen und demzufolge mitverantwortlich in der Leitung der Gesamtkongregation.
Neben ihren vielfältigen Verpflichtungen war die Klosterfrau eine vielgesuchte Referentin zu Fragen der Taubstummenpädagogik. Sie hielt Vorträge u. a. in den Taubstummenanstalten von München, Breslau und Frankfurt/Main. Mit ihren Veröffentlichungen hatte sie die Taubstummenpädagogik maßgebend beeinflusst. Als erfahrene Taubstummenpädagogin plädierte Sr. Agreda Dirr für eine „vernünftige Sprachpflege“ im „Regelkindergarten“, um etwaigen „Sprachgebrechen“ frühzeitig entgegenzuwirken:

„Es kann nicht Aufgabe des Kindergartens sein, ein Spezialverfahren mit sprachgebrechlichen Kindern zu pflegen; das ist Sache der Heilerziehungsanstalten. Dagegen eine vernünftige Sprachpflege fällt in seinen Aufgabenkreis schon unter dem Gesichtspunkt der Erziehung… Viele Sprachmängel, welche das Kind mit in die Schule bringt, sind in einer vernachlässigten Spracherziehung zu suchen.“

Der Euthanasie-Aktion der 1940er Jahre konnten sie und ihre Mitschwestern letztlich nichts entgegensetzen.

## Werke (Auswahl)
- Der gegenwärtige Stand der Taubstummenfürsorge in Deutschland, In: Krankendienst 1925/H. 10, S. 226 ff.
- Sprachgebrechen im Kindergarten, In: Kinderheim 1926/H. 2, S. 47 ff.
- Sprachheilbehandlung auf der Vorstufe der Schwachsinnigenschule, In: Krankendienst 1928/H. 2, S. 27 ff.
- Sprachheilbehandlung in der Schwachsinnigenschule, In: Franz Keller (Hrsg.): Jahrbuch der Caritaswissenschaft, Freiburg 1929, S. 61 ff.